# Composizioni di Jules Massenet

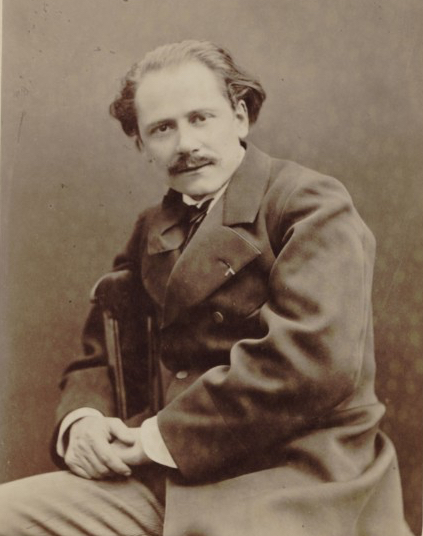
Massenet fotografato da Pierre Petit, 1880

Questa è una lista di composizioni del compositore francese Jules Massenet (1842-1912).

## Opere
Questa è una lista completa di opere del compositore francese Jules Massenet (1842-1912). Diverse opere di Massenet sono state presentate in anteprima all'Opéra-Comique di Parigi, alla prima e alla seconda Salle Favart (Favart 2), seguita dal Théâtre Lyrique in Place du Châtelet (Lyrique) e poi nella terza Salle Favart (Favart 3).
| Titolo                       | Genere               | Suddivisione         | Libretto | Data della prima                                             | Località, teatro                                                    |
| ---------------------------- | -------------------- | -------------------- | --- | ------------------------------------------------------------ | ------------------------------------------------------------------- |
| Esméralda                    | opera                |                      | Victor Hugo, Notre-Dame de Paris | composta c. 1865, ma incompiuta                              |                                                                     |
| La coupe du roi de Thulé     | opera                | 3 atti               | Édouard Blau e Louis Gallet, basata sul poema del 1774 "Der König in Thule" di Goethe                                                                    | composta nel 1866 circa, ma non andata in scena              |                                                                     |
| La grand'tante               | opera comique        | 1 atto               | Jules Adenis e Charles Granvallet | 3 aprile 1867                                                | Parigi, Opéra-Comique (Favart 2)                                    |
| Manfred                      | opera                |                      | Jules Ruelle, after Byron's Manfred | composta c. 1869, ma incompiuta                              |                                                                     |
| Méduse                       |                      | 3 atti               | Michel Carré | composta 1870                                                |                                                                     |
| Don César de Bazan           | opéra comique        | 3 atti               | Adolphe d'Ennery, Philippe François Pinel Dumanoir e Jules Chantepie, dopo Victor Hugo, Ruy Blas                                                         | 30 novembre 1872, rivista 20 gennaio 1888                    | Parigi, Opéra-Comique (Favart 2); revisione Ginevra                 |
| L'adorable Bel'-Boul         | opérette             | 1 atto               | Louis Gallet | 17 aprile 1874                                               | Parigi, Cercle des Mirlitons                                        |
| Les templiers                |                      |                      | | composta c. 1875, ma perduta                                 |                                                                     |
| Bérangère et Anatole         | sainete              | 1 atto               | Henri Meilhac e Paul Poirson | febbraio 1876                                                | Parigi, Cercle de l'Union artistique                                |
| Le roi de Lahore             | opera                | 5 atti               | Louis Gallet | 27 aprile 1877                                               | Parigi, Opéra Garnier                                               |
| Robert de France             | drame lyrique        |                      | | composta c. 1880, ma mai eseguita, perduta                   |                                                                     |
| Les Girondins                | opera                |                      | | composta 1881, perduta                                       |                                                                     |
| Hérodiade; rev. as: Erodiade | opera                | 3 atti; rev.: 4 atti | Paul Milliet e Georges Hartmann, after Gustave Flaubert, Hérodias, Nr. 3 der Trois Contes                                                                | 19 dicembre 1881, rivista 1 febbraio 1884,                   | Bruxelles, Théâtre de la Monnaie, revisione Parigi, Théâtre Italien |
| Manon                        | opéra comique        | 5 atti               | Henri Meilhac e Philippe Gille, da Antoine François Prévost, L'histoire du chevalier Des Grieux et de Manon Lescaut                                      | 19 gennaio 1884                                              | Parigi, Opéra-Comique (Favart 2)                                    |
| Le Cid                       | opera                | 4 atti               | Adolphe d'Ennery, Louis Gallet e Édouard Blau, after Pierre Corneille                                                                                    | 30 novembre 1885                                             | Parigi, Opéra Garnier                                               |
| Esclarmonde                  | opéra romanesque     | 4 atti               | Alfred Blau e Louis-Ferdinand de Gramont | 15 maggio 1889                                               | Parigi, Opéra Comique (Lyrique)                                     |
| Le mage                      | opera                | 5 atti               | Jean Richepin | 16 marzo 1891                                                | Parigi, Opéra Garnier                                               |
| Werther                      | drame lyrique        | 4 atti               | Édouard Blau, Paul Milliet e Georges Hartmann, da Johann Wolfgang von Goethe, Die Leiden des jungen Werther (German translation for Vienna: Max Kalbeck) | 16 febbraio 1892 (in tedesco), 16 gennaio 1893 (in francese) | Vienna, Hofopera; Parigi, Opéra-Comique (Lyrique)                   |
| Thaïs                        | opera                | 3 atti               | Louis Gallet, dopo il romanzo omonimo di Anatole France                                                                                                  | 16 marzo 1894, rivista 13 aprile 1898                        | Parigi, Opéra Garnier (e rivista)                                   |
| Le portrait de Manon         | opéra comique        | 1 atto               | Georges Boyer | 8 maggio 1894                                                | Parigi, Opéra-Comique (Lyrique)                                     |
| La Navarraise                | épisode lyrique      | 2 atti               | Jules Claretie e Henri Cain, after Claretie, La cigarette                                                                                                | 20 giugno 1894                                               | Londra, Royal Opera House Covent Garden                             |
| Sapho                        | pièce lyrique        | 5 atti               | Henri Cain e Arthur Bernède, dopo Alphonse Daudet | 7 novembre 1897, rivista 22 gennaio 1909                     | Parigi, Opéra-Comique (Lyrique); rivista Opéra-Comique (Favart 3);  |
| Cendrillon                   | conte de fées        | 4 atti               | Henri Cain, after Charles Perrault, Cendrillon ou La Petite Pantoufle                                                                                    | 24 maggio 1899                                               | Parigi, Opéra-Comique (Favart 3)                                    |
| Grisélidis                   | conte lyrique        | e 3 atti             | Armand Silvestre e Eugène Morand | 20 novembre 1901                                             | Parigi, Opéra-Comique (Favart 3)                                    |
| Le jongleur de Notre-Dame    | miracle              | 3 atti               | Maurice Léna, dopo Anatole France, L'etui de nacre | 18 febbraio 1902                                             | Monte Carlo, Opéra                                                  |
| Chérubin                     | comédie chantée      | 3 atti               | François de Croisset e Henri Cain | 14 febbraio 1905                                             | Monte Carlo, Opéra                                                  |
| Ariane                       | opera                | 5 atti               | Catulle Mendès | 31 ottobre 1906                                              | Parigi, Opéra Garnier                                               |
| Thérèse                      | drame musical        | 2 atti               | Jules Claretie | 7 febbraio 1907                                              | Monte Carlo, Opéra                                                  |
| Bacchus                      | opera                | 4 atti               | Catulle Mendès | 5 maggio 1909                                                | Parigi, Opéra Garnier                                               |
| Don Quichotte                | comédie héroïque     | 5 atti               | Henri Cain, dopo Jacques Le Lorrain, Le chevalier de la longue figure                                                                                    | 19 febbraio 1910                                             | Monte Carlo, Opéra                                                  |
| Roma                         | opéra tragique       | 5 atti               | Henri Cain, dopo A. Parodi, Roma vaincue | 17 febbraio 1912                                             | Monte Carlo, Opéra                                                  |
| Panurge                      | haulte farce musical | 3 atti               | Maurice Boukay e Georges Spitzmüller, dopo François Rabelais, La vie inestimable de Gargantua e Faits et dits héroïques du grand Pantagruel              | 25 aprile 1913                                               | Parigi, Théâtre de la Gaîté                                         |
| Cléopâtre                    | opera                | 4 atti               | Louis Payen (A. Liénard) | 23 febbraio 1914                                             | Monte Carlo, Opéra composta c. 1895                                 |
| Amadis                       | opéra légendaire     | 4 atti               | Jules Claretie | 1 aprile 1922 (composta c. 1895)                             | Monte Carlo, Opéra                                                  |

## Oratori e cantate
- Louise de Mézières – 1862
- David Rizzio – 1863
- Marie-Magdeleine – 1873
- Ève – 1875
- Narcisse – 1877
- La Vierge – 1880
- Biblis – 1886
- La Terre Promise – 1900

## Balletti
- Le carillon – 1892
- Cigale – 1904
- Espada – 1908
- L'histoire de Manon (arr. Leighton Lucas) – 1974

## Composizioni orchestrali
- Suite orchestrale n. 1, Première suite d'orchestre – 1867
- Suite orchestrale n. 2, Scènes hongroises – 1870
- Suite orchestrale n. 3, Scènes dramatiques – 1875
- Suite orchestrale n. 4, Scènes pittoresques – 1874
- Suite orchestrale n. 5, Scènes napolitaines – 1876
- Suite orchestrale n. 6, Scènes de féerie – 1881
- Suite orchestrale n. 7, Scènes alsaciennes – 1882
- Fantasia per violoncello e orchestra – 1897
- Valse très lente, for orchestra (1901)
- Concerto per pianoforte – 1902
- Ouverture de concert
- Ouverture a Phèdre di Racine
- Sarabande espagnole

## Musiche di scena
- Les Érinnyes (containing the famous Élégie) – 1873
- Un drame sous Philippe II – 1875
- La vie de bohème – 1876
- L'Hetman – 1877
- Notre-Dame de Paris – 1879
- Michel Strogoff – 1880
- Nana-Sahin – 1883
- Théodora – 1884
- Le crocodile – 1900
- Phèdre – 1900
- Le grillon du foyer – 1904
- Le manteau du roi – 1907
- Perce-Neige et les sept gnomes – 1909
- Jérusalem – 1914

## Raccolte di canzoni e cicli
- Poème d'Avril (Armand Silvestre), Op. 14, canzoni, poesie declamate e assoli di pianoforte, 1866 ca., pubblicato nel 1868
- Poème pastoral (Florian e Armand Silvestre), baritono, 3 voci femminili, pianoforte, 1870-1872, pubblicato nel 1872
- Chansons des bois d'Amaranthe (M. Legrand, dopo Redwitz), quattro voci soliste (SATB) e pianoforte, 1900, pubblicato nel 1901

## Melodie (Canzoni)
- À Colombine (Sérénade d’Arlequin) (Louis Gallet)
- À la trépassée (Armand Silvestre)
- À la Zuecca (Alfred de Musset)
- À Mignonne (Gustave Chouquet)
- Adieu (Complainte) (Armand Silvestre)
- Adieux (Gilbert)
- Anniversaire (Armand Silvestre)
- Aubade (Gabriel Prévost)
- Automne (Paul Collin)
- Berceuse (Gustave Chouquet)
- Bonne nuit! (Camille Distel)
- Ce que disent les cloches (Jean de la Vingtrie)
- C'est l'amour (Victor Hugo)
- Chant provençal (Michel Carré)
- Comme autrefois (Jeanne Dortzal)
- Crépuscule (Armand Silvestre)
- Dans l'air plein de fils de soie (Armand Silvestre)
- Déclaration (Gustave Chouquet)
- Élégie (Louis Gallet)
- Épitaphe (Armand Silvestre)
- Être aimé (Jules Massenet after Victor Hugo)
- Feux-follets d'amour (Madeleine Grain)
- Guitare (Victor Hugo)
- La Lettre (Catulle Mendès)
- La mort de la cigale (Maurice Fauré)
- La veillée du Petit Jésus (André Theuriet)
- La vie d'une rose, Op. 12 n° 3 (Jules Ruelle)
- L'air du soir emportait (Armand Silvestre)
- L'âme des oiseau (Elena Vacarescu)
- Le portrait d'une enfant, Op. 12 n° 4 (Pierre de Ronsard)
- Le printemps visite la Terre (Jeanne Chaffotte)
- Le sais-tu ? (Stéphan Bordèse)
- Le sentier perdu (Paul de Choudens)
- Le verger (Camille Distel)
- Les Alcyons (Joseph Antoine Autran)
- Les bois de pins (Camille Distel)
- Les enfants
- Les femmes de Magdala (Louis Gallet)
- Les mains (Noel Bazan)
- Les oiselets (Jacques Normand)
- L'esclave, Op. 12 n° 1 (Théophile Gautier)
- Lève-toi (Armand Silvestre)
- Loin de moi ta lèvre qui ment (Jean Aicard)
- Madrigal (Armand Silvestre)
- Musette (Jean-Pierre Claris de Florian)
- Narcisse à la fontaine (Paul Collin)
- Néére (Michel Carré)
- Nocturne (Jeanne Dortzal)
- Nouvelle chanson sur un vieil air (Victor Hugo)
- Nuit d'Espagne (Louis Gallet)
- Ouvre tes yeux bleus (Paul Robiquet)
- Pensée d'automne (Armand Silvestre)
- Pour qu'à l'espérance (Armand Silvestre)
- Prélude (Armand Silvestre)
- Première danse (Jacques Clary Jean Normand)
- Puisqu’elle a pris ma vie (Paul Robiquet)
- Que l'heure est donc brève (Armand Silvestre)
- Rêvons, c'est l'heure (Paul Verlaine)
- Riez-vous (Armand Silvestre)
- Rondel de la belle au bois (Julien Gruaz)
- Rose de Mai (S.Poirson)
- Roses d’Octobre (Paul Collin)
- Sérénade (Molière)
- Sérénade aux mariés, Op. 12 n° 2 (Jules Ruelle)
- Sérénade de Zanetto (François Coppée)
- Sérénade du passant (François Coppée)
- Si tu veux, mignonne (Abbé Claude Georges Boyer)
- Soir de rêve (Antonin Lugnier)
- Soleil couchant (Victor Hugo)
- Sonnet (Georges Pradel)
- Sonnet matinal (Armand Silvestre)
- Sonnet payen (Armand Silvestre)
- Souhait (Jacques Normand)
- Sous les branches (Armand Silvestre)
- Souvenez-vous, Vierge Marie ! (Georges Boyer)
- Souvenir de Venise (Alfred de Musset)
- Stances (Gilbert)
- Sur la source (Armand Silvestre)
- Un adieu (Armand Silvestre)
- Un souffle de parfums (Armand Silvestre)
- Voici que les grans lys (Armand Silvestre)
- Voix suprême (Antoinette Lafaix-Gontié)
- Vous aimerez demain (Armand Silvestre)

## Altro
Brano breve (Concours de flute 1881) flauto e pianoforte; Brano breve (Concours de flute 1887) flauto e pianoforte, Copyright Oxford University Press Inc. 1978. Stampati entrambi negli Stati Uniti in un album intitolato Three Original Pieces per gli esami di lettura a prima vista presso il Conservatorio di Parigi. È incluso un terzo brano di Léo Delibes con lo stesso titolo, ma del 1876 per flauto e pianoforte.
- Pezzi vari per pianoforte
- Massenet completò ed orchestrò l'opera incompiuta Kassya di Léo Delibes.
- Preludio in do maggiore per organo.
- Duetto per contrabbasso e violoncello